# Macropsis orestes
Macropsis orestes är en insektsart som beskrevs av Rauno E. Linnavuori 1971. Macropsis orestes ingår i släktet Macropsis och familjen dvärgstritar. Inga underarter finns listade i Catalogue of Life.